# Дівуха (річка)
Дівуха — річка в Україні, у Острозькому районі Рівненської області. Ліва притока Горині (басейн Дніпра).

## Опис
Довжина річки приблизно 5,6 км.

## Розташування
Бере початок на південно-західній околиці Хоріва. Спочатку тече на північний, потім на південний схід через село і на західній стороні від Курганів впадає в річку Горинь, ліву притоку Прип'яті.